# Copfos réce
A copfos réce (Lophonetta specularioides) a madarak osztályának lúdalakúak (Anseriformes) rendjébe és a récefélék (Anatidae) családjába tartozó Lophonetta nem egyetlen faja.
Régebbi rendszerbesorolások az Anas nembe sorolták Anas specularioides néven.

## Előfordulása
Argentína, Bolívia, Chile, Falkland-szigetek, Peru és a Déli-Georgia és Déli-Sandwich-szigetek területén honos.

## Alfajai
- Lophonetta specularioides alticola
- Lophonetta specularioides  specularioides

|  |

## Szaporodása
Fészekalja 5-7 tojásból áll.